# Bab al-Hara
Bab Al-Hara (en idioma árabe: باب الحارة , «La puerta del vecindario») es una des series de televisión más populares en el mundo árabe, vista por decenas de millones de personas, desde la «Gaza azotada por la pobreza» a las «opulentas ciudades del Golfo Pérsico». La serie narra el acontecer diario y los dramas familiares en un barrio de Damasco, Siria, en el período de entre-guerra bajo el gobierno francés, cuando la población local anhelada la independencia. La apelación es inter generacional, y los espectadores incluyen musulmanes, cristianos, drusos y judíos de países árabes, el espectáculo fue un gran éxito en el mundo árabe, por lo que MBC decidió renovarlo para una segunda temporada. La segunda temporada de la serie tuvo incluso un éxito mayor, y el final fue visto por más de 50 millones de espectadores en todo el mundo árabe. Fue renovado por tres temporadas más. El espectáculo anunció su cancelación debido a todas estas temporadas alargadas. La serie hizo un regreso en Ramadán del 2014, con la temporada seis. Se ha propuesto que sea filmada en Dubái en sets de películas, pero muchos sirios protestaron contra esto, ya que elimina la esencia de Bab Al Hara. La sexta temporada se estrenó en Ramadán 2014 en MBC HD Canales y críticas mixtas recibidas.

## Descripción general
Bab Al-Hara se emitió durante el Ramadán y forma parte de la emergente tradición moderna de la telenovela de Ramadán. Los canales satelitales árabes transmiten programación especial todas las noches durante el Ramadán para intentar capturar audiencias de entre las familias que se han reunido para comer y romper el ayuno.
Dirigida por Bassam al-Mulla y transmitida por MBC, la primera entrega de la serie, compuesta por 31 episodios, se emitió durante el Ramadán en 2006 y disfrutó de una amplia audiencia y una recepción positiva. La segunda entrega, titulada Bab al-Hara 2, fue muy esperada, recibiendo un reconocimiento aún mayor en el Ramadán de 2007. Una tercera entrega que se emitió en Ramadán de 2008 fue anunciada oficialmente en el canal al-Arabiya en octubre de 2007, y se centró en las vidas posteriores al matrimonio de los hijos de Abu Issam, el médico y barbero local.
Como muchas de las series árabes populares más recientes, Bab al-Hara es una producción siria, financiada por los canales satelitales del estado del Golfo. Refleja una nueva tendencia que representa el cambio de la dominación de los medios árabes de los egipcios a los sirios.
Dos temporadas más de Bab al-Hara se emitieron en Ramadan 2009 y 2010, Bab al-Hara 4 y 5 se produjeron directamente uno después del otro al igual que Bab al-Hara 1 y 2. Esto se anunció justo después de emitir 10 episodios de Bab al-Hara 3 después de darse cuenta de que Bab al-Hara 3 pudo mantener su audiencia y no disminuir en las calificaciones. Es obvio que MBC será el canal para transmitir la serie durante los próximos dos años, aunque este año dieron los derechos a Libia Al-Shababiya (Canal juvenil de Libia) para transmitir Bab al-Hara 3 al mismo tiempo de transmitir en MBC.

## Contexto histórico
Bab al-Hara tiene lugar en la década de 1930, un momento en que Oriente Medio fue colonizado por las potencias occidentales. Siria estaba bajo control francés y Palestina, donde algunos de los hombres del barrio van a luchar al final de la segunda entrega de la serie, estaba ocupada por los británicos. Bab al-Hara representa los últimos momentos de la sociedad siria tal como existió en su maquillaje del imperio otomano de siglos de antigüedad, justo antes de la transición a la modernidad colonial y al poscolonialismo. La serie que se remonta a esta época explica parcialmente su popularidad masiva, una expresión de la nostalgia del mundo árabe y el anhelo de un tiempo más simple y más digno, antes de la agitación cataclísmica y la crisis de identidad cultural iniciada por el período colonial.

## Antecedentes
La historia de la serie se basa en una interpretación de la vida en la antigua ciudad de Damasco. Cada vecindario, o hara, tiene su propio mukhtar, un anciano elegido que se tiene en alta estima. El mukhtar, elegido de manera ideal con base en su historia en el vecindario, dependía de una cantidad de hombres del vecindario reunidos a su alrededor para ayudarlo en sus funciones. Estos miembros junto con el mukhtar constituían un pequeño núcleo que discutían sobre el vecindario y decidían qué era bueno para él. Los miembros más ricos financiaron el mukhtar y tenían voz y voto en su uso, como el uso para la renovación pública, dado a organizaciones benéficas para los pobres o reservado para usos de emergencia. Los miembros generalmente eran de la clase mercantil, con ingresos constantes por tener tiendas o negocios, como peluquerías, panaderías, herreros, tiendas de comestibles u otras actividades mercantiles.